# Anthony Fasugba
Anthony Junior Fasugba (Caserta, 5 settembre 1983) è un lottatore italiano, specializzato nella lotta libera.

## Biografia
Ha rappresentato l'Italia ai mondiali di New York 2003, dove concluse al 23º posto in classifica.
Ai Giochi del Mediterraneo di Almería 2005 ha vinto la medaglia di bronzo nel torneo dei -84 chilogrammi, terminando alle spalle del turco Serhat Balcı e del greco Lazaros Loizidis.
Ai mondiali di lotta del Herning 2009, venne sconfitto ai trentaduesimi dal russo Abdusalam Gadisov, mentre a quelli di Mosca 2010, venne eliminato nella stessa fase del torneo dal greco Emzarios Bentinidis.
Dal 2013 è stato allenato da Giovanni Schillaci. Ha partecipato agli europei di Tbilisi 2013, dove è stato estromesso dal bielorusso Murad Hajdaraŭ.

## Palmarès
- Giochi del Mediterraneo

Almería 2005: bronzo nei -84 kg;